# Setolibertella solani
Setolibertella solani är en svampart som beskrevs av Punith. & Spooner 1999. Setolibertella solani ingår i släktet Setolibertella, divisionen sporsäcksvampar och riket svampar.   Inga underarter finns listade i Catalogue of Life.